# Коэффициент лексического разнообразия
Коэффициент лексического разнообразия (КЛР, индекс лексического разнообразия, англ. lexical diversity, LD) — количественная характеристика текста, отражающая степень богатства словаря при построении текста заданной длины. В основе показателя лежит соотношение числа отдельных лексических единиц (лемм, англ. types) и количества их употреблений в тексте (текстоформ, англ. tokens).
Вычисляется по формуле
{\displaystyle L_{d}=N_{\mathrm {lex} }/N},
где
- {\displaystyle L_{d}} — коэффициент лексического разнообразия,
- {\displaystyle N_{\mathrm {lex} }} — количество уникальных лексем, или лемм, в анализируемом тексте,
- {\displaystyle N} — количество текстоформ (общее количество словоформ) в анализируемом тексте.

Лексически богатый текст обладает высоким коэффициентом лексического разнообразия, то есть на единицу объёма текста приходится максимальное количество уникальных единиц, лексически бедный текст обнаруживает тенденцию к повторению одних и тех же лексем, за счет чего его лексическое разнообразие снижается. При вычислении КЛР должно приниматься во внимание следующее ограничение: в то время как количество текстоформ потенциально бесконечно и может только увеличиваться по мере расширения массива анализируемых текстовых данных, количество лексем все-таки конечно. Поэтому вычислять КЛР рационально только для текстов ограниченного объёма. В вычислительной лингвистике предложено несколько вариантов решения этой проблемы.
Близким к КЛР является коэффициент лексической плотности текста (англ. lexical density), выражающий отношение самостоятельных частей речи в тексте к общему количеству слов. Более лексически плотными, таким образом, будут тексты, в которых используется меньше служебной лексики. Можно вычислять коэффициенты лексической плотности как для самостоятельных частей речи в целом, так и отдельно для существительных, прилагательных, глаголов, наречий.

## TTR
TTR (англ. type/token ratio) — самый простой и самый критикуемый способ вычисления коэффициента лексического разнообразия, не принимающий во внимание влияние эффекта длины текста. TTR предположительно был введен в научный обиход в 1957 году в работе специалиста по лингводидактике М. Темплина. Например, TTR в английском выражении I have to buy some milk, because I have no milk («Мне надо купить молока, так как у меня нет молока») низок и составляет 0,73 (на 11 словоупотреблений приходится только 8 лексем, 8/11), а, например, во фразе I’ve run out of milk, so I need to buy some («У меня кончилось молоко, мне надо его купить») TTR уже выше (TTR = 10/11 = 0,91).
TTR можно вычислять, по-разному интерпретируя понятие type: под ним может подразумеваться 
 1) лексема во всей совокупности своих словоформ (лемма): например, лексема рубашка для форм рубашка, рубашки, рубашкой, рубашек и т. д.,
 2) отдельная словоформа или совокупность омонимичных словоформ или даже омонимов по отношению к отдельным вхождениям этих словоформ в текст («текстоформам»): например, дома для текстоформ до́ма, дома́. 

Первое решение лингвистически корректно, но повышает требования к степени автоматизации вычисления коэффициента, так как предполагает умение морфологического анализатора осуществлять разметку по частям речи и лемматизацию. Второе уязвимо с теоретической точки зрения, обнаруживает зависимость от морфологии конкретного языка (что, например, снижает его достоверность при сравнении оригинальных и переводных текстов), однако легко автоматизируется.

## VocD
Метод VocD (англ. vocabulary diversity) предложен в работах Д. Малверна и его коллег и представляет собой усовершенствованную версию TTR, сглаживающую эффекты длины текста. В основе метода лежит метод случайного отбора из текста фрагментов длиной от 35 до 50 текстоформ и вычисления для них TTR с последующим усреднением получившихся графиков.

## Использование
Коэффициент лексического разнообразия оказывается важным измеряемым параметром в исследованиях по стилистике, дискурс-анализу, переводоведению (при сравнении оригинальных и переводных текстов), лингвистике детской речи.